# Shōko Ikeda
Shōko Ikeda (池田 晶子, Ikeda Shōko) est une animatrice et character designer de séries et films d'animation japonaise née le 18 juin 1975 à Kyoto et morte le 18 juillet 2019 dans l'incendie criminel de Kyoto Animation. Travaillant pour le studio Kyoto Animation, elle est à l'origine du chara-design des franchises Haruhi Suzumiya et Sound! Euphonium.

## Filmographie

### Character-designer
- 2006 : La Mélancolie de Haruhi Suzumiya (Saison 1) (涼宮ハルヒの憂鬱, Suzumiya Haruhi no Yūutsu?) (TV)
- 2009 : La Mélancolie de Haruhi Suzumiya (Saison 2) (涼宮ハルヒの憂鬱, Suzumiya Haruhi no Yūutsu?) (TV)
- 2010 : La Disparition de Haruhi Suzumiya (涼宮ハルヒの消失, Suzumiya Haruhi no Shōshitsu?) (film)
- 2015 : Sound! Euphonium (響け! ユーフォニアム, Hibike! Yūfoniamu?) (TV)
- 2016 : Sound! Euphonium the Movie: Welcome to the Kitauji High School Concert Band (劇場版 響け！ユーフォニアム～北宇治高校吹奏楽部へようこそ～, Gekijō-ban Hibike! Euphonium: Kitauji Kōkō Suisōgaku-bu e Yōkoso?) (film)
- 2016 : Sound! Euphonium 2 (響け！ユーフォニアム2, Hibike! Yūfoniamu 2?) (TV)
- 2017 : Sound! Euphonium the Movie: May the Melody Reach You! (劇場版 響け！ユーフォニアム～届けたいメロディ, Gekijō-ban Hibike! Euphonium : Todoketai Melody?) (film)
- 2019 : Sound! Euphonium the Movie: Oath's Finale (劇場版 響け！ユーフォニアム～誓いのフィナーレ～, Gekijō-ban Hibike! Euphonium: Chikai no Finale?) (film)
- 2023 : Sound! Euphonium Ensemble Contest (特別編 響け!ユーフォニアム～アンサンブルコンテスト～, Tokubetsuhen Hibike! Yūfoniamu Ansanburu Kontesuto?) (OAV)
- 2024 : Sound! Euphonium 3 (響け！ユーフォニアム3, Hibike! Yūfoniamu 3?) (TV)